# Gipfeltreffen
Unter einem Gipfeltreffen (auch Gipfelkonferenz oder kurz „Gipfel“) versteht man eine Konferenz führender Politiker.
Während das Wort zunächst meist relativ kurze Treffen von nur zwei bis vier Staatsmännern bezeichnete (z. B. Jalta-Konferenz in Jalta 1945, Gipfeltreffen Kennedy-Chruschtschow in Wien 1961), wird es nun auch für größere Konferenzen von Regierungschefs verwendet. Gipfeltreffen sind allerdings keine Erfindung des 20. Jahrhunderts, sondern lassen sich bis in die Antike als Mittel der Politik nachweisen. Für die Vormoderne werden sie in der Regel im Deutschen als Herrschertreffen bezeichnet.
Neben einmaligen Konferenzen gibt es heute zunehmend internationale Foren und Institutionen, in denen es regelmäßig zu Treffen hochrangiger Politiker kommt. Hierzu zählen etwa die jährlichen Treffen der G7 oder der G20-Staaten, die vierteljährlichen Treffen des Europäischen Rates (der Staats- und Regierungschefs der Europäischen Union), oder die Treffen von intergouvernementalen Organisationen wie der Arabischen Liga, OAS, OPEC oder APEC.
Meist folgen die Teilnehmer einem vorher ausgehandelten Diplomatischen Protokoll, doch gibt es gerade auf den größeren Treffen der Spitzenpolitiker Raum für Begegnungen  „auf höchster politischer Ebene“, oft auch Ereignisse „am Rande des Gipfels“, welche aktuelle Streitigkeiten der Staaten thematisieren, oder kurze Gespräche der Regierungschefs (mit den begleitenden Dolmetschern und Diplomaten), bei denen diese Konflikte entschärft oder Missverständnisse aus dem Weg geräumt werden können. Diplomatische Zwischenfälle werden dabei bisweilen als symbolische Überspitzung der Konflikte zwischen zwei Kulturen provoziert, können freilich auch – im historischen Kontext betrachtet – zur Versöhnung zwischen Staaten beitragen oder gar Kultstatus erlangen, wie etwa die Bemerkungen von Hugo Chávez auf dem Iberoamerika-Gipfel 2007. Gipfeltreffen mit medialer Aufmerksamkeit werden meist mit Side events von Stiftungen oder politischen Organisationen neben der Hauptkonferenz begleitet; die Zivilgesellschaft mancher Staaten sucht den Kontakt zu den Regierungschefs und auch deren Politik zu beeinflussen, Umweltschützer organisieren Protestaktionen, Menschenrechtler machen die Politiker auf Missstände aufmerksam.
Manchmal bezeichnet es auch Treffen von anderen globalen Entscheidungsträgern (z. B. aus der Wirtschaft) oder ein Zusammenwirken von bekannten Künstlern.
Grundsätzliche Kritiker eines Gipfeltreffens bzw. der dort tagenden Politiker und ihrer Politik veranstalten manchmal einen Gegengipfel (auch Alternativgipfel), in der Regel nahe dem Gipfel-Tagungsort, um die vorhandene Aufmerksamkeit der Medien und der Öffentlichkeit zur Verbreitung ihrer Kritik zu nutzen sowie um zu diskutieren und sich zu vernetzen.

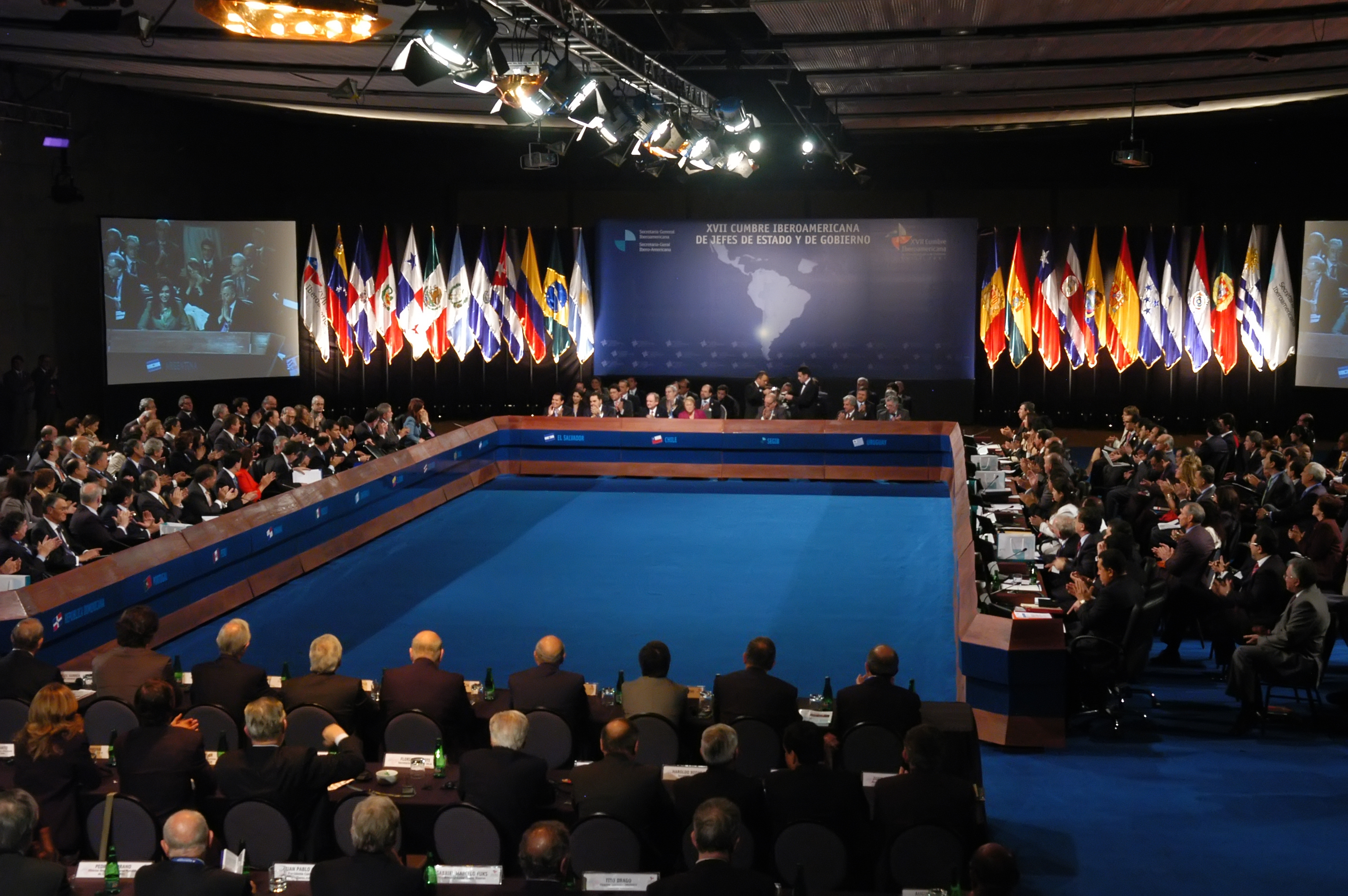
Iberoamerika-Gipfel 2007
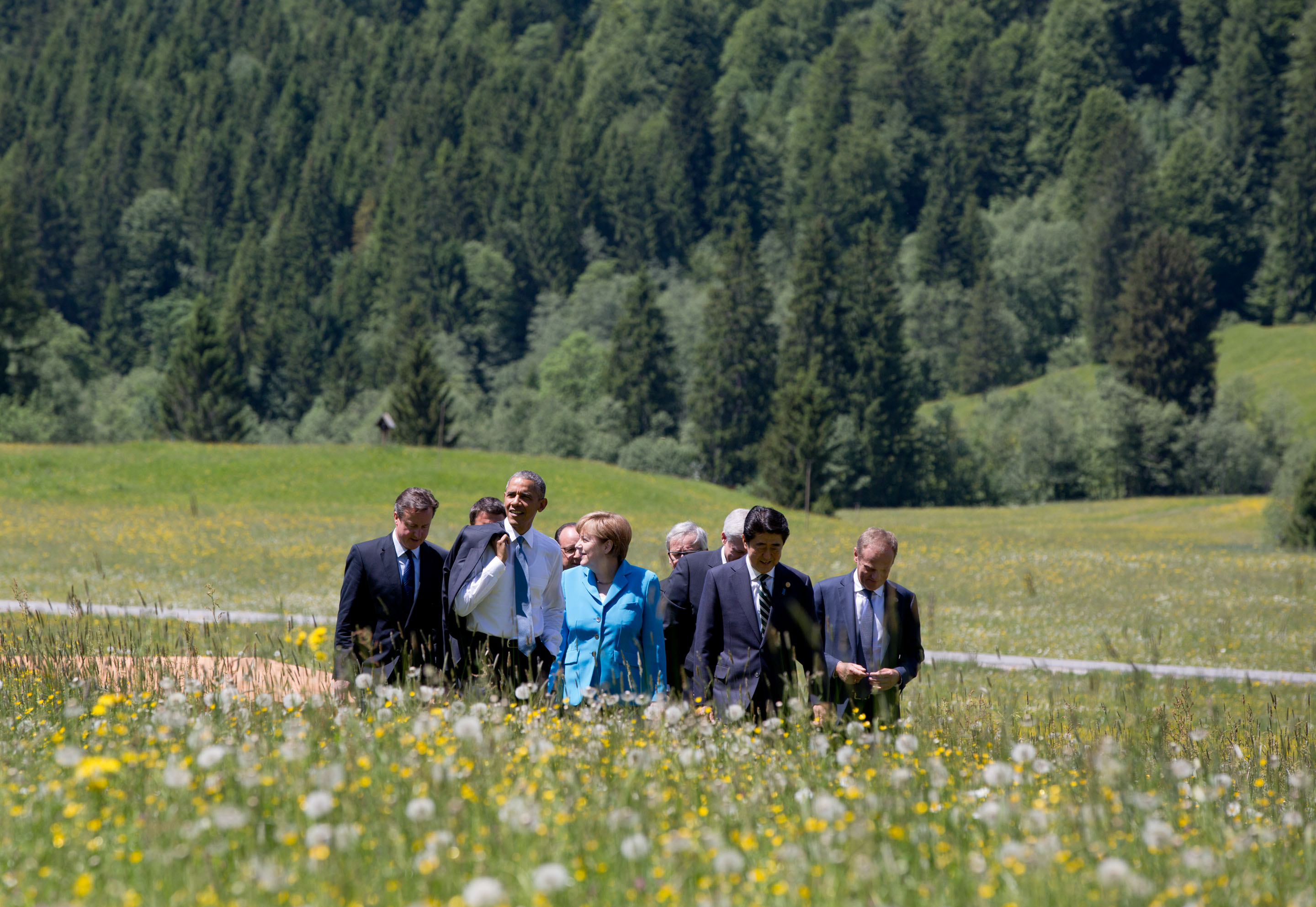
Bewegende Gipfeldiplomatie muss nicht immer in geschlossenen Räumen stattfinden ...
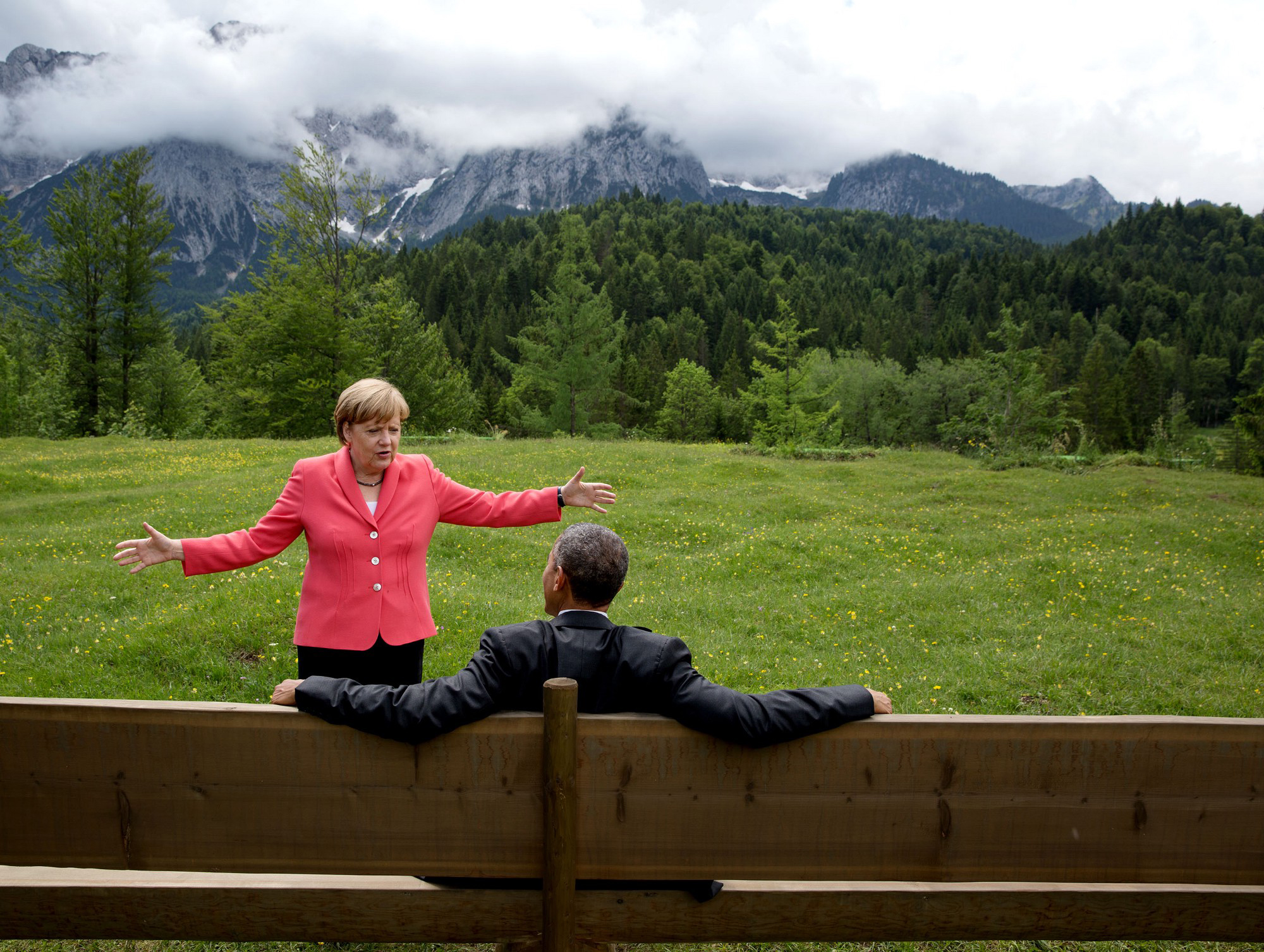
Merkel und Obama auf einer Wiese nahe Schloss Elmau – G7-Gipfel im Juni 2015 (Foto: Pete Souza)
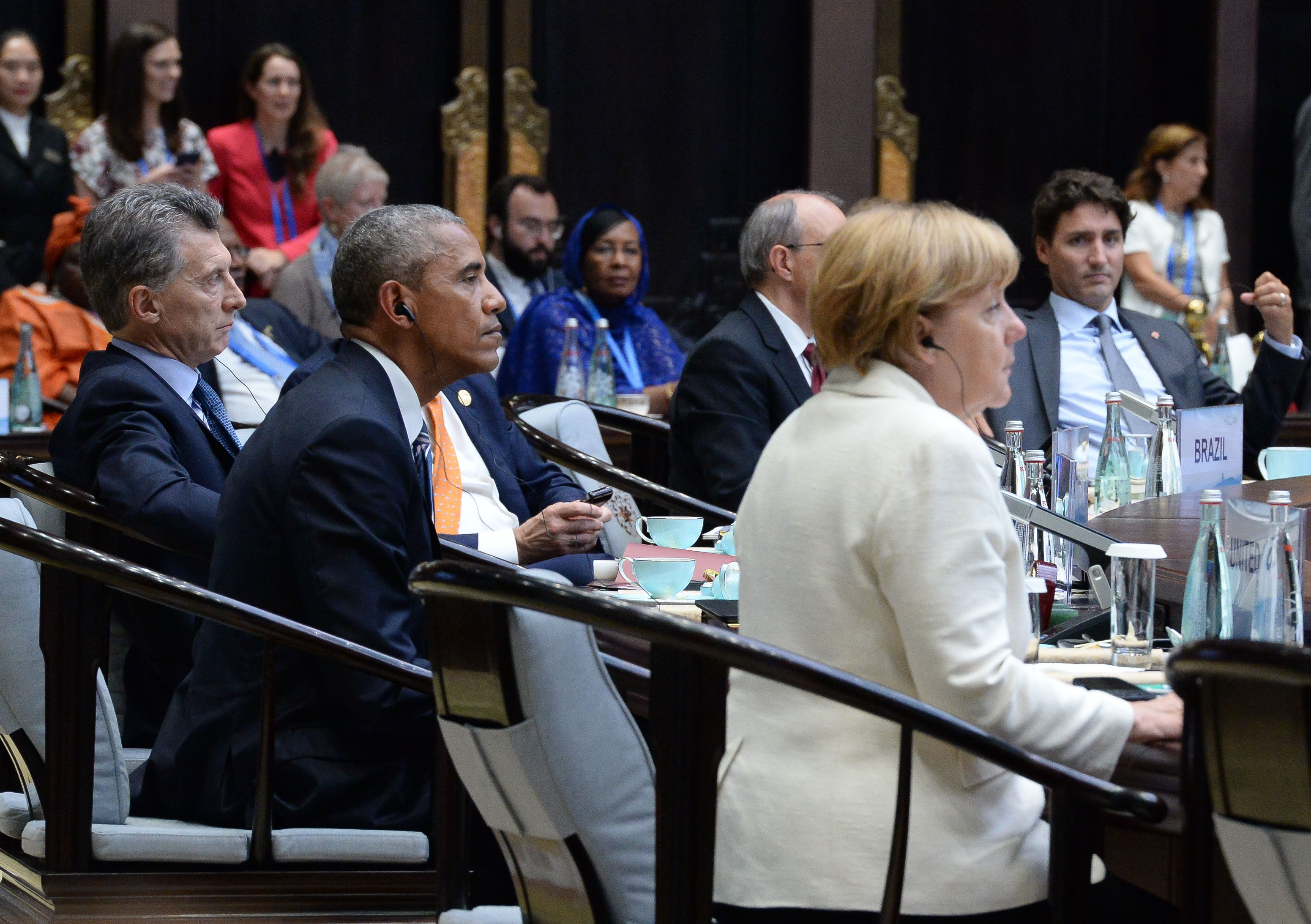
Mauricio Macri, Obama und Merkel auf dem  G20-Gipfel im September 2016
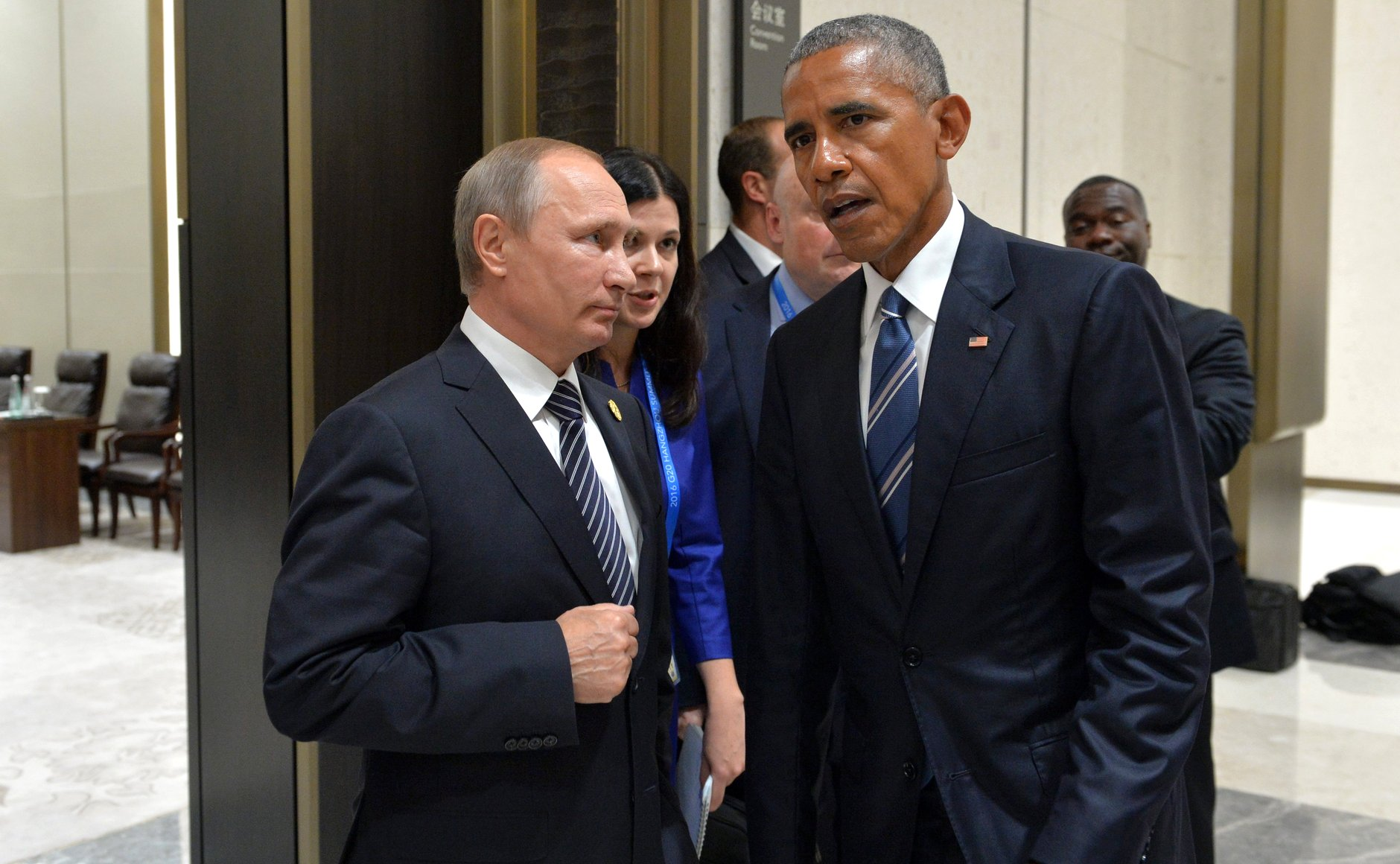
Begegnung von Wladimir Putin und Barack Obama „on the sidelines“ – G20-Gipfel 2016